# Viracochiella bornemisszai
Viracochiella bornemisszai är en kvalsterart som först beskrevs av Balogh och Sandór Mahunka 1996.  Viracochiella bornemisszai ingår i släktet Viracochiella och familjen Ceratozetidae. Inga underarter finns listade i Catalogue of Life.